# Livedoor Blog
livedoor Blog（ライブドアブログ）は、株式会社ライブドアが提供するレンタルブログサービス。

## 概要
livedoor Blogは、日本でTOP3～TOP5に入るブログサービスである。数百万のブログが開設されており、数千万の閲覧者が居る。広告モデルと有料モデルを併用し、コンテンツの自由度が高くアダルトカテゴリも存在する。ロングテールの個人ブログだけでなく大規模なブログメディアを重視しており、ポータルサイトの集客にも役立てている。企業と「ブロガーアライアンス」を組み、システムやマーケティングのインフラを外販している。

## 執筆者と閲覧者
livedoor Blogの執筆者は、一ヶ月に約16万人（2011年3月）ほど居るようである。芸能人や政治家が執筆するブログもあり、「有名人ポータル」で数百のブログを紹介している。現在は寺島拓篤、日笠陽子、眞鍋かをり、倉木麻衣、住吉美紀、SA (バンド)、苫米地英人などに人気がある。2006年1月のライブドア事件までは堀江貴文によるブログ「livedoor 社長日記」をはじめ、乙部綾子（同社広報担当・当時）、熊谷史人（同社取締役・当時）、宮内亮治（同社取締役・当時）によるブログも公開されていた。
閲覧者が非常に多く、一ヶ月に3343万人（2011年6月）を記録した事がある。最初に閲覧数が急増したのは、ライブドアがプロ野球参入を試みた2004年頃だと言われている。その後もライブドアにとってブログは重要なサービスであり、ライブドアのアクセス数に大きく貢献しているという意見もある。
livedoorのポータルサイトはブログを重視した構造になっており、ブログ記事をlivedoor ニュースに配信する試みもなされている。ライブドアは個人の日記のようなロングテールだけでなく、信憑性や影響力のあるメディア的なブログを増やして、新規の読者を獲得しようとしている。livedoor blogには2ちゃんねる系まとめサイトが1000個以上あり、例えば「痛いニュース(ノ∀`)」のページビューは単体で1億/月（2011年3月）を超える。またライブドア自身もBLOGOSなどのブログメディアを開設してページビューを獲得しており、執筆者を積極的に支援して更なる人気コンテンツの獲得を目指しているようである。
- 2003年11月2日 - エッジがlivedoor Blogのベータ版を開始[23][24]
- 2004年2月 - 運営会社がライブドアに社名を変更[25]。この頃のlivedoor Blogの利用者数は「はてなダイアリー」「ココログ」「マイプロフィール」「ブログピープル」に続く第5位と言われた[26]
- 2004年6月9日 - 個人運営の日記サービス「MEMORIZE」を統合[27]
- 2004年12月 - 「Yahoo! Internet Guide」の「Web of the Year 2004」の新人賞部門で第3位になった[28]
- 2005年12月 - 登録ユーザーが100万を超えた[29]
- 2007年4月 - 運営がライブドア（現・NHNテコラス）に移管。
- 2008年7月 -  登録ユーザーが200万を超えた[30]
- 2009年1月 - 携帯電話会社のフィルタリングが適用され、18歳未満の携帯ユーザーの閲覧が制限された[31]* 2009年9月 - 登録ユーザーが300万を超えた[32]
- 2009年10月26日 - ドリコムブログを統合[33]
- 2010年5月 - 運営元のライブドアがNHN Japan（現・LINE）傘下となる。
- 2010年12月24日 - au one ブログを統合[34]
- 2011年6月 - 訪問者が日本で第二位のブログサービス（3343万人/月）と言われた[1]
- 2012年1月 - 運営元のライブドアがNHN Japanと合併し、商号をNHN Japanに変更。
- 2012年6月 - 2ちゃんねるが、livedoor Blogの４つの2ちゃんねる系まとめサイトに対して無断転載禁止の警告を行った[35]
- 2012年7月 - 2ちゃんねるがライブドアに対して、無断転載を行う「まとめサイト」に広告を表示しないように要請し[36]、広告停止が行われた[37]
- 2012年11月 - 「広告と判別しづらい手法で出会い系サイトに誘導する行為」が禁止された[38]
- 2013年4月 - 運営元のNHN Japanが商号をLINEに変更。
- 2022年10月7日 - 運営がLINEから株式会社ライブドアに移管。

## 主な機能
livedoor Blogのエディタは本格的で、蛍光ペンや箇条書き、引用文挿入、定型文挿入、置換機能を備えている。絵文字や顔文字に対応しており、「えもじメーカー」でアニメーション絵文字を作成することも出来る。外部サービスとの連携機能が充実しており、livedoor PICSやNAVERまとめの他に、FlickrやInstagram、YouTubeやニコニコ動画など約12のサービス（2012年5月）に対応している。強力なアクセス解析機能を無料で使うことが出来、月別アクセスの他にリンク元や検索キーワード、ブラウザ/機種、生ログを閲覧することも出来る。アクセスの様子をアニメーションで表示する「ログミン」やアクセスアップの為のアドバイスを表示する機能もある。ブログのデザインを変更することが出来、livedoorが作成した公式デザインは約430個、ユーザーが作成した「みんなのデザイン」は約130個（2012年5月）ある。
livedoor Blogはユーザーにブログを続けて貰えるように「書きたいことが見つかるlivedoor Blog」をコンセプトにしている。一定のテーマに沿ってブログを書くことができる「テーマブログ」や「グループブログ」機能があり、個人ユーザーだけでなく「アゴラ」や「TechWave」のようなブログメディアも利用している。
Wiki記法
通常のHTML以外にもWiki記法での記述が可能。livedoor ウィキのものではなくはてなダイアリーのはてな記法をベースとしている。
マルチブログ
一つのlivedoor IDにて最大10個のブログを開設できる。
テーマブログ
一定のテーマに沿ってブログを書くことができる。テーマブログを開始すると、そのあとにいくつものお題が出されそれに答えながらブログを書いていくことができる。現在シングル女子のお気に入り、○○で働く○○屋の日記、ブログ式ダイエット、ブログで告白、不思議体験がある。
グループブログ
一つのブログに複数のユーザが参加してブログを書く機能。旧管理画面ではただブログを書くだけだったが、新管理画面からは「管理者」としてブログの設定などにも携わることができるようになった。
みんなのデザイン
ユーザが作成したデザインを共有し他のユーザが使うことができる。

## 料金プラン
過去には、無料の「FREE」プランと「PRO」「ADVANCE」「PREMIUM」の3つの有料プランがあったが、現在では廃止され、最上位プランであった「PREMIUM」プランのみとなっている。
有料プランは独自ドメインやFTP、記事のエクスポート、アフィリエイトなどに対応しており、上位プランになるほど禁止ワードなどの設定容量が増加し、ディスク容量の追加や広告表示の免除、許容されるアフィリエイトの幅が拡大するようになっていた。「PRO」プランはライブドアの有料プランの基礎になっているようで、例えばlivedoorレンタルサーバーのユーザーには「PRO」プランの資格が与えられるようであった。
「PRO」プランは2003年のサービス開始当初からあったが、2005年に銀行振り込みや領収書発行に対応した「BUSINESS」プランが加わった。有料プランは意外に売れたらしく、2007年頃のlivedoor Blogの収益の約４割を占めたと言う。2008年に「BUSINESS」プランを廃止して、現在の料金プランになった。同じ頃にモバイルのアクセス解析機能などを提供する「ケータイプラス」プランが始まったが、2009年に「PRO」プランに統合され、2010年からは「FREE」プランでも解析可能になった。商用のアダルトブログは2004年のプロ野球参入の際に批判を受け、2005年に有料の「アダルトプラス」プランを開始して「ひみつ その他」カテゴリに分割した。約3万件の加入があったようだが、2006年1月のライブドア事件で経営の問題点の1つとして批判され、2006年5月頃にウェブサイトを閉鎖したようである。ただし「アダルトカテゴリ」は現在でも存続している。
- 2003年11月 - livedoor Blogのベータ版を開始[24]
- 2003年12月 - livedoor Blogを正式に開始し[44]、有料のlivedoor Blog PROを開始
- 2005年3月 - アダルトプラスを開始[50]
- 2005年12月 - livedoor Blog BUSINESSを開始[45]
- 2008年2月 - livedoor Blog BUSINESSを廃止し、livedoor Blog ADVANCEとlivedoor Blog PREMIUMを開始[52]
- 2008年8月 - ケータイプラスを開始[53]
- 2010年9月 - アクセス解析機能を無料化し、ディスク容量が利用日数に応じて増えていく仕組みに変えた[48]

## livedoor Blog ASP
livedoor Blog ASPは、livedoor Blogのアプリケーションやサーバを企業に有料で貸し出すアプリケーションサービスプロバイダ。このサービスを利用する事で、企業はインフラを用意しなくても、自社ブランドのブログサービスを立ち上げて低コストで運用できると言う。また小規模なブログサービスでは広告単価が下がってしまうので、ライブドアの「ブロガーアライアンス」（Blogger Alliance、同盟）に加盟して規模を確保し、ブログ上の口コミマーケティングやメディアミックスを行う「Livedoor BR」の分配を受けて収益を拡大できるようである。一方、livedoorにとっては2003年から整備してきたサーバーやアプリケーションを活用でき、「Livedoor BR」を行う場所も増えるので、広告やデータセンター事業など全社的な売り上げの拡大を期待できると言う。ブロガーアライアンスにはlivedoor blogやCureブログの他に、VOGUE.talk、nina'sブログ、FIGARO、COGブログなどが参加しているようである。DLsite.comは、運営会社のエイシスが2010年までライブドアの子会社だったせいか、livedoor Blog ASPを使用していると言う。ブロガーアライアンスのポータルサイトでは「みんなのクチコミ」を閲覧したり、提示された「ピックアップテーマ」についてのブログ記事を投稿したり、モニターに応募できるようである。
- 2004年7月 - 初代のlivedoor Blog ASPの提供を開始。KDDIウェブコミュニケーションズの法人向けのレンタルサーバーが、livedoor Blogを採用した[55]
- 2009年2月 - livedoor BRを開始[56]
- 2009年4月 - 新しいlivedoor Blog ASPを開始し、イラストコミュニケーションサービスのpixivにシステムを提供[57][注釈 2]
- 2009年7月 - ゲーム情報サイトのWazap!に提供を開始[58][注釈 3]
- 2009年10月 - コスプレ・コミュニティのCure (SNS)に提供を開始[59]
- 2010年2月 - ネットメディアのジェイ・キャストとファッション・コミュニティのs-comu.に提供を開始[60][61]
- 2010年3月 - 女性誌のAneCanに提供を開始[62]
- 2010年4月 - 東京ガールズコレクションのモデルやブランドなどが集まる「Tokyo girls blog」に提供を開始[63]

## 技術
livedoor blogのエンジンは自社製であり、初期のブログエンジンは「静的書き出し方式」を採用していたようである。この方式はhtmlファイルの生成を記事の投稿時に行うので、ページの表示（レンダリング）が速いという特徴があった。しかしブログでは一つの記事を投稿すると、様々な記事が影響を受ける。例えばＡという記事の次にＢという記事を作れば、Ｂに移動するための目次をＡに作らなければならない。「静的書き出し方式」ではユーザーが記事を投稿するたびに、エンジンが関連記事を全て「再構築」して生成しなおす必要があり、それを待つユーザーにとっても負担だった。そこでライブドアは「動的書き出し方式」のブログエンジンを開発することにした。2007年にSNS的な機能を持つ新しいブログサービスの「nowa」を開発し、2009年にはlivedoor Blogを作り直した。新しいエンジンでは記事を最初に表示する際にキャッシュ上にファイルを作って表示し、次に表示する時はキャッシュを再利用して高速化を図ったと言う。
2009年頃のlivedoor blogのサーバーはポータル、ユーザーブログ、CMS（管理画面）、イメージ（画像）の4つのグループに分かれていたようである。グループ毎にWebサーバやアプリケーションサーバ、データベースサーバがあり、データはストレージに格納され、キャッシュプールなどもあった。WebサーバとアプリケーションサーバはApache、アプリケーションフレームワークはライブドアが開発したオープンソースの「Sledge」、データベースサーバはMySQLを採用していたようである。投稿量（約10万/日）、閲覧数（約5000万/日）、データ量（16TB）ともに膨大なので、高速化が必要な部分はApacheModule化し、Squid、TheSchwartzなどを使い、静的キャッシュファイルも多用した。サーバーやストレージは多重化されており、一部にはDRBDやLVSなども使用した。
- 2005年6月 - 管理画面をリニューアルし、分散データベースに移行[71]
- 2007年5月 - 新ブログサービスのnowaを開始[66]
- 2008年4月 - アメーバブログの藤田晋が「縮小均衡を狙っているように映るメディア」と発言[72]
- 2009年1月 - ブログエンジンをリニューアルし[73][74]、再構築が不要に成った[65]。トーフ君やチョビ、ディタ&セト、熱血！ブログコーチなどのマスコットキャラクターが登場した

## ポータル
- 2005年9月 - 若者向けポータルの「チェリーブログ」を開始[75]。2011年10月に終了[76]
- 2006年2月 - 都道府県ポータルの「livedoor Blog ローカル」を開始[77]。2008年12月に終了[78]
- 2008年8月 - 有名人ブログポータルを開始[79]
- 2012年3月 - ポータルをリニューアルし、ブログ速報を開始した[80]。公開はスマートフォン版が先で、PC版の公開は翌月だった[81]